# Янсма, Эстер
Эстер Янсма (нидерл. Esther Jansma; 24 декабря 1958, Амстердам — 23 января 2025, Утрехт) — нидерландский археолог и поэтесса.

## Биография
Дочь скульптора Адама Янсмы (1929—1965). Закончила Амстердамский университет. Её археологическая специальность — дендрохронология и палеоэкология. Работала в Нидерландском агентстве культурного наследия (Rijksdienst voor het Cultureel Erfgoed) при Министерстве образования, культуры и науки, возглавляла Нидерландский центр дендрохронологии. Автор многих научных публикаций. Преподавала в Утрехтском университете.
Как поэт дебютировала в 1988 году. Переводила стихи Марка Стрэнда. Лауреат нескольких национальных литературных премий, её стихи представлены в крупнейших антологиях, переведены на английский и французский языки. Вела занятия по литературному мастерству.
Жила в Амерсфорте. Скончалась 23 января 2025 года от рака в Утрехте в возрасте 66 лет.

## Книги
- 1988 — Голос у меня под кроватью/ Stem onder mijn bed
- 1990 — Цветок, камень/ Bloem, steen
- 1993 — Waaigat
- 1997 — Picknick op de wenteltrap (проза)
- 1998 — Hier is de tijd (VSB Poëzieprijs)
- 2000 — Dakruiters
- 2005 — Всё внове/Alles is nieuw (премия Яна Камперта, номинация на литературную премию Анны Бейнс)
- 2006 — Altijd vandaag (избранная поэзия и проза 1988—2005)
- 2008 — What it is (избр. стихотворения; пер. на англ. Francis R. Jones)
- 2010 — Eerst
- 2011 — Mag ik Orpheus zijn? (эссе)

## Признание
Литературная премия Halewijn г. Рурмонд (1998). Стипендия А.Роланда Холста (2006).